# Eryaman Stadyumu
Das Eryaman Stadyumu (oder auch Eryaman Stadı, offiziell Ankara Eryaman Stadyumu) ist ein Fußballstadion im Vorort Eryaman des Landkreises Etimesgut der türkischen Hauptstadt Ankara. Die rivalisierenden Fußballclubs MKE Ankaragücü und Gençlerbirliği Ankara nutzen die Fußballarena für ihre Heimspiele. Das Stadion ist im Besitz des Türkiye Cumhuriyeti Gençlik ve Spor Bakanlığı (deutsch Ministerium für Jugend und Sport der Republik Türkei). Es bietet 22.000 Sitzplätze, davon sind 1880 V.I.P.- und Businessplätze (658 davon in 51 Logen), 48 Presseplätze und zehn behindertengerechte Plätze mit der gleichen Anzahl für die Begleiter.

## Geschichte
Das Eryaman Stadyumu gehört zu einem Stadionbauprojekt der türkischen Regierung, in dem über 20 Stadien landesweit gebaut werden sollen. Das Ankara 19 Mayıs Stadı stammte aus den 1930er Jahren. 2014 versprachen lokale Behörden die Errichtung von zwei Stadien. Ein großes Stadion mt 40.000 Plätzen und eines für 15.000 Besucher. Die kleinere Sportstätte sollte außerhalb im schnell wachsenden Vorort Eryaman entstehen. Eine Linie der U-Bahn Ankara führt zur nahegelegenen Station Devlet Mahallesi Metro İstasyonu. 2015 wurde der Bau genehmigt und am 5. Mai 2016 erfolgte der erste Spatenstich. Die große Anlage wurde nicht umgesetzt und die ursprünglichen 15.000 Plätzen der kleinen Sportstätte wurden auf 20.000 und letztendlich auf 22.000 Plätze erhöht. In der Anfangszeit der Planungen stand noch kein langfristiger Mieter fest. 2014 bis 2015 gingen die Spekulationen dahin, dass Osmanlıspor FK in die Arena einziehen könnte. Auf den gerenderten Bildern war das Farbschema des Clubs zu sehen. Der Osmanlıspor FK gehörte dem Bürgermeister Melih Gökçek, bei den Fans der traditionellen Vereine MKE und Gençlerbirliği war er sehr unbeliebt. 2017 trat er zurück und Osmanlıspor FK verlor seinen einflussreichsten Unterstützer. Der Club blieb im Osmanlı Stadı.
2018 wurde das Ankara 19 Mayıs Stadı abgerissen und der MKE wie Gençlerbirliği waren als neue Mieter gefunden. Die auf Osmanlıspor FK ausgelegte Farbgebung wurde durch ein viel günstigeres, neutrales Fassadennetz ersetzt. Die Farbe der Kunststoffsitze war lange unklar, um nicht einen Club zu benachteiligen. Das Rot und Schwarz von Gençlerbirliği Ankara findet sich auf der Haupttribüne wieder. Die drei restlichen Ränge sind mit Sitzen in Blau und Gelb (MKE Ankaragücü) ausgestattet. Auf der Seite der Haupttribüne im Westen hat das Stadion eine Höhe von 22 Meter. Die gesamte bebaute Fläche beträgt über 37.700 m², inklusive des Hauptgebäudes mit vier Ebenen in der Westtribüne. Das Bauprojekt erstreckt sich über 6,4 ha. Dazu gehört neben der U-Bahn-Linie eine neue Hauptstraße. Das Stadiongelände fällt von Westen nach Osten ab. Dies nutzten die Architekten und ließen einen Platz mit Parkplatzfläche bauen, der in den Eingangsbereich des Stadions übergeht. Die Fans, die von Nord und Ost kommen, erreichen das Stadion über große Treppen. Auf eine Umzäunung wurde verzichtet und die Drehkreuzanlagen befinden sich unterhalb der eigentlichen Fassade. 2015 lagen die Baukosten nach Vertrag bei 67,5 Mio. TRY. Zwei Jahre später hatte sich die Summe auf 80 Mio. TRY erhöht. Dies wird aber nicht der endgültige Preis gewesen sein, da besonders die Arbeiten von Ende 2017 bis Ende 2018 extrem schleppend vonstattengingen.
Am 21. Januar 2019 wurde die Paarung für das Eröffnungsspiel bekannt. Die Begegnung des 19. Spieltages der Süper Lig am 28. Januar zwischen dem MKE Ankaragücü und Alanyaspor wurde dafür ausgewählt. Dies gab der Minister für Jugend und Sport, Mehmet Kasapoğlu, bei einer Besichtigung, bekannt. Die neuen Hausherren unterlagen vor 13.270 Zuschauern mit 0:2.